# Didymocarpus aromaticus
Didymocarpus aromaticus är en tvåhjärtbladig växtart som beskrevs av Nathaniel Wallich och David Don. Didymocarpus aromaticus ingår i släktet Didymocarpus och familjen Gesneriaceae. Inga underarter finns listade i Catalogue of Life.